# Hex (film)
Pour les articles homonymes, voir Hex (homonymie).
Pour plus de détails, voir Fiche technique et Distribution.
Hex est un western horrifique américain réalisé par Leo Garen et sorti en 1973.
Située en 1919, l'intrigue suit une bande de motards égarés qui trouvent refuge dans une ferme rurale du Nebraska habitée par deux sœurs amérindiennes. Lorsque l'un des motards tente de violer la plus jeune des sœurs, la plus âgée leur jette un sort, ce qui entraîne leur mort.
Le mot anglais Hex est une formule magique, généralement aux fins malveillantes, comme une malédiction. Mélangeant l'épouvante fantastique avec des éléments de westerns classiques et de films de motards contemporains, Hex a été écrit par Garen et Stephen Katz, d'après une histoire de Vernon Zimmerman et Doran Cannon. Le film a été tourné dans la réserve indienne de Cheyenne River, dans le Dakota du Sud, à l'automne 1971, et a été distribué par la 20th Century Fox. Le film a été mis de côté pendant près de deux ans, le temps que le studio le remonte en un film d'horreur plus direct sur le thème du surnaturel.
Le film est sorti à l'automne 1973 et a fait l'ouverture du Festival du film d'Atlanta, où il a remporté le Prix du jury du meilleur film. Le film fut en compétition au Festival international du film fantastique d'Avoriaz 1974, il gagna le deuxième prix derrière Soleil vert.

## Synopsis
En 1919, juste après la Première Guerre mondiale, une bande de motards de retour des combats en Europe traverse les États-Unis pour chercher fortune en Californie. Parmi eux, cinq hommes : Whizzer, Golly, Jimbang, Chupo et Giblets, et une femme, China. Dans le Nebraska rural, les hommes tombent sur une petite ville appelée Bingo, où ils sont mis au défi de participer à une course par un collectionneur automobile local. L'issue de la course est contestée et les motards s'enfuient dans la campagne environnante.
Ils se réfugient dans une ferme isolée appartenant à deux sœurs, Acacia et Oriole, dont le père, récemment décédé, était un chaman amérindien. Oriole, très sévère, accepte de laisser le groupe passer la nuit dans sa grange. Au milieu de la nuit, Giblets tente de violer Acacia, qui le repousse. En représailles, Oriole lui jette un sort. Peu après, Giblets est attaqué à l'extérieur par un hibou, qui lui enfonce ses griffes dans les yeux et parvient à le tuer.
Le groupe trouve le corps de Giblets le lendemain matin, et Oriole leur fournit une brouette et une pelle, en leur disant qu'elle ne veut pas qu'il soit enterré sur ses terres. Ils organisent les funérailles de Giblets sous la supervision d'Acacia et d'Oriole. Acacia, plus jeune et impressionnable, s'éprend de Golly, et un couple se forme rapidement. Pendant ce temps, Whizzer apprend à Oriole à conduire une moto, ce qui lui vaut un accident. Lorsque Whizzer fait des avances romantiques à Oriole, China intervient, révélant que Whizzer n'est pas un ancien combattant, mais un ancien mécanicien de Kansas City qui s'est inventé une histoire grandiose sur sa vie. Les deux femmes commencent à se disputer lorsque Oriole insulte China. Oriole place ensuite des mèches de cheveux de China dans la bouche d'un crapaud, avant de lui coudre la bouche et de l'utiliser comme effigie.
China se rend à un bassin à proximité pour se baigner et s'endort sur le rivage, où Oriole a placé le crapaud. China fait un cauchemar troublant dans lequel elle est attaquée par de la vermine et observe l'apparition de son propre corps pendu à un arbre. Lorsque des habitants de la ville arrivent à la recherche de la bande, Oriole prétend ne pas les avoir vus et les éloigne. Après le départ des habitants, la bande se rend compte que China a disparu. Après des recherches infructueuses, ils reviennent à la ferme à la tombée de la nuit, accusant Oriole et Acacia de l'avoir blessée. Jimbang tente de tuer Oriole d'un coup de feu, mais l'arme s'enraye mystérieusement et finit par le tuer lui-même. Whizzer veut partir, mais ne trouve pas Golly, qui est parti avec Acacia. Dans la grange, Chupo, sous l'emprise d'Acacia, attaque Whizzer, qui le supplie d'arrêter, mais Chupo ne réagit pas ; la confrontation se termine par le meurtre de Chupo par Whizzer à l'aide d'une faucille, tandis qu'Oriole regarde dans l'ombre. Oriole entre dans la grange quelques instants après la mort de Chupo, et tous deux font l'amour.
Au matin, Acacia revient à la maison et supplie Oriole de laisser partir China. Oriole s'enfuit vers le bassin et poignarde le crapaud, tuant ainsi China, qui était cachée dans la maison. Acacia, fatiguée de voir Oriole utiliser la magie chamanique de leur père à des fins malveillantes, renonce à la considérer comme sa sœur. Whizzer et Golly se préparent à partir, mais trouvent Oriole, qui a revêtu les habits de chaman de son père, et qui fait exploser leurs motos. Whizzer l'arrête avant qu'elle ne s'effondre. Plus tard, alors que Whizzer et Golly sont sur le point de quitter la ferme pour la Californie, Golly déclare qu'il souhaite rester avec Acacia. Oriole propose d'accompagner Whizzer et part avec lui à l'arrière de sa moto. Alors qu'ils s'éloignent, quatre avions de chasse passent au-dessus d'eux.

## Fiche technique
- Titre : Hex
- Réalisation : Leo Garen
- Scénario : Doran William Cannon (en), Stephen Katz (en) , Vernon Zimmerman et Leo Garen
- Production : Max L. Raab (en)
- Musique : Charles Bernstein et Patrick Williams
- Photographie : Charles Rosher Jr.
- Pays de production :  États-Unis
- Langue originale : anglais américain
- Société de production : Max L. Raab Productions
- Format : Couleurs - 1,85:1 - Mono
- Genre : western horrifique
- Durée : 92 minutes
- Date de sortie : 1973

## Distribution
- Cristina Raines : Oriole
- Keith Carradine : Whizzer
- Hilary Thompson (en) : Acacia
- Mike Combs : Golly
- Scott Glenn : Jimbang
- Gary Busey : Giblets
- Robert Walker Jr. : Chupo
- Doria Cook-Nelson : China
- Iggie Wolfington : Chef de fanfare

## Production

### Scénario
Le scénario original de Hex a été écrit en 1969 par Vernon Zimmerman et Doran Cannon, conçu comme « le plus gros nanar qu'ils pouvaient [écrire] ». L'histoire a été achevée à l'apogée de la popularité des films de motards, et mélangeait des éléments d'intrigue de ces films avec de l'horreur surnaturelle. Fasciné par la dualité entre la technologie et le mysticisme présents dans l'histoire de Zimmerman et Cannon, Garen a acheté les droits du film et a écrit le scénario avec Stephen Katz.

### Tournage
Le tournage de Hex a commencé en septembre 1971 dans la réserve indienne de Cheyenne River dans le Dakota du Sud. La ville présentée dans le film a été construite sur un plateau pour 40 000 dollars dans le hameau d'Okaton, dans le Comté de Jones. Des prises de vue supplémentaires ont eu lieu en Californie. Le titre provisoire du film était Grassland. Selon le réalisateur Garen, le distributeur du film, la Twentieth Century Fox, n'a pas réussi à lui fournir les fonds nécessaires pour terminer le film, ce qui l'a conduit à se déclarer « totalement en faillite » pour achever le tournage. Bien que la majeure partie du film ait été tournée sur place dans le Dakota du Sud, certaines séquences ont été filmées dans les studios Fox à Los Angeles. Les principaux travaux de prise de vue ont été achevés à la fin décembre 1971.
L'actrice Hillarie Thompson s'est souvenue que, pendant les prises de vue dans le Dakota du Sud, les acteurs et l'équipe ont failli « mourir de froid ». Elle se souvient également avoir été impressionnée par ses collègues acteurs Busey et Carradine, ainsi que par Scott Glenn, qui, selon elle, « s'isolait dans un coin pendant une heure avant une scène et la répétait sans cesse ».

### Montage
Le film a été lourdement modifié par les cadres de la Twentieth Century Fox, qui l'ont remodelé en accentuant les thèmes occultes du montage original de Garen et en supprimant les sous-entendus comiques : « Ils l'ont remonté pendant un an et en ont fait un film complètement ésotérique », a-t-il déclaré. Après que le montage du studio a été mal reçu lors d'une pré-sélection, ils ont autorisé Garen à remonter le film lui-même. Garen voulait que le film soit « une sorte de carnaval, d'huile de serpent, de divertissement [de bande dessinée] underground... Le seul truc que j'ai essayé de faire, c'est de garder le public constamment en haleine. Quand ça devient sérieux, je retire le tapis. Ça passe de la farce au sérieux, à l'effrayant, au ballet et au fantasmagorique ». Des photos de John Carradine, le père de Keith, montrent les deux sur le plateau du film, tournant apparemment une scène ensemble, bien qu'aucune séquence de John Carradine n'apparaisse dans le montage final du film.